# Geely LC

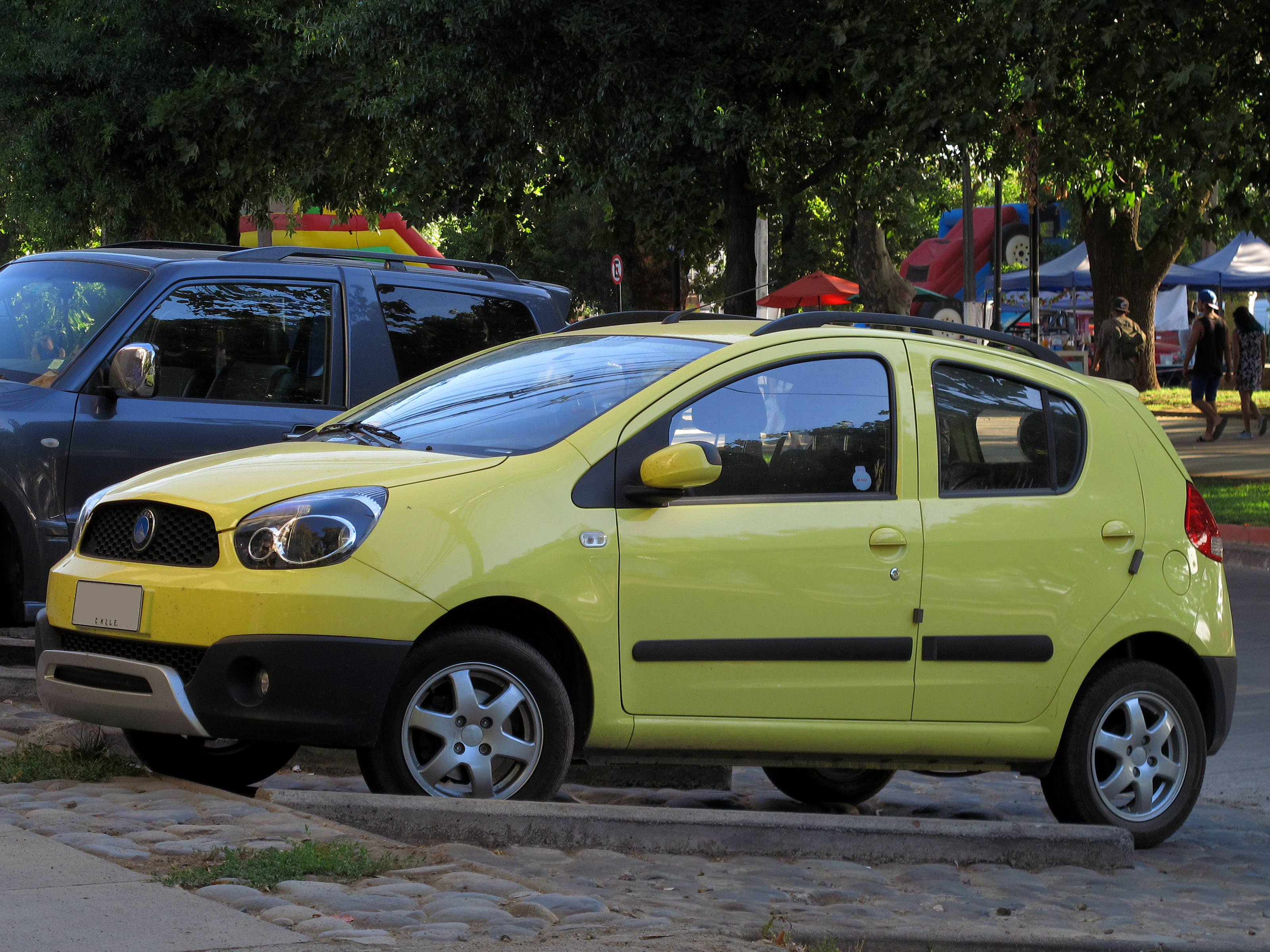
Geely LC cross 2014

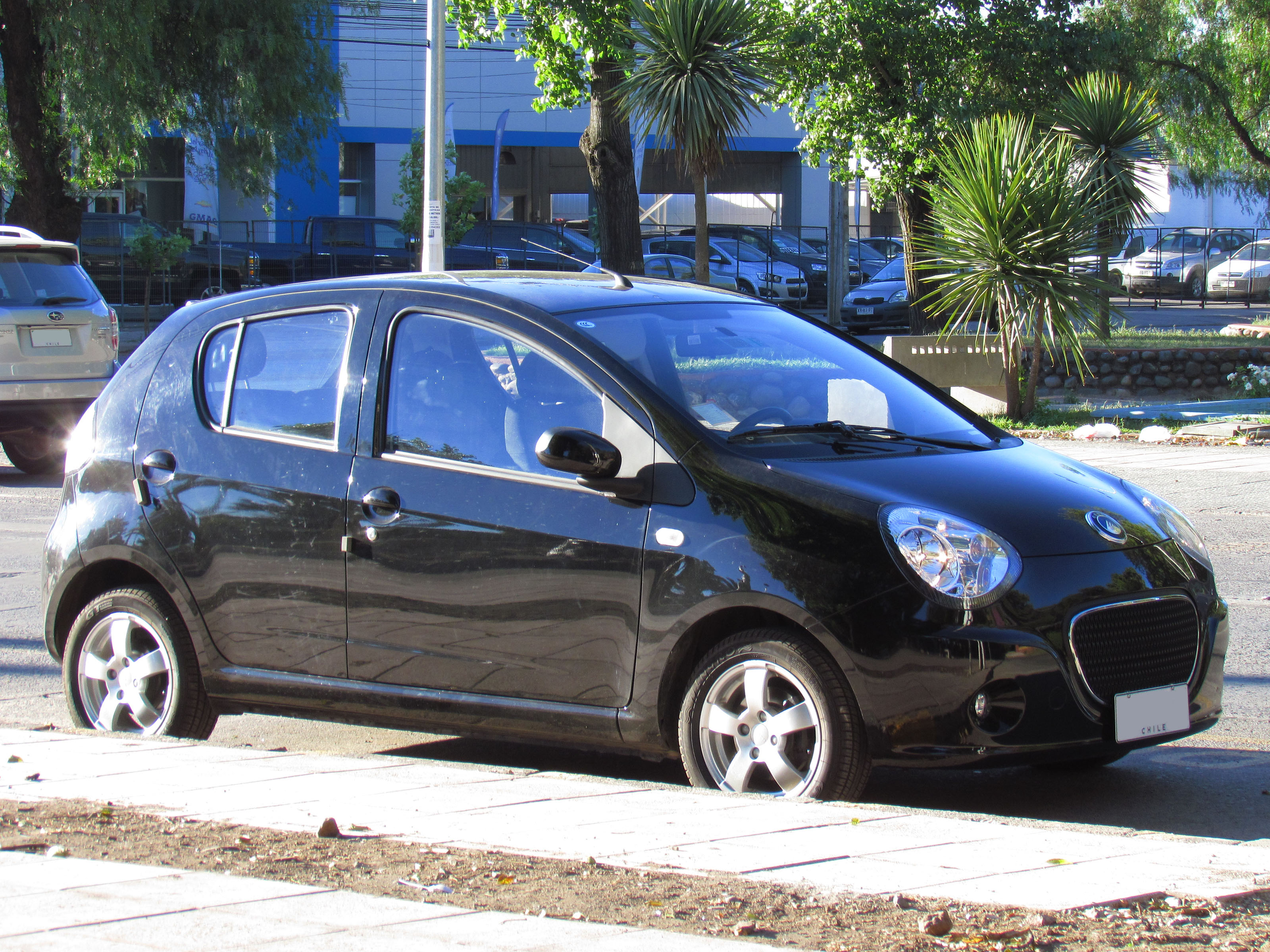
Czarny Geely LC z 2013 roku

Geely LC, sprzedawany na swoim rodzimym rynku jako Geely Panda lub Gleagle Panda, to samochód miejski produkowany przez chińskiego producenta Geely od listopada 2008 do 2016 roku. W 2010 roku model LC uzyskał 45,3 punktów w testach zderzeniowych C-NCAP, co czyni go pierwszym  opracowanym lokalnie samochodem kompaktowym w Chinach, któremu przyznano 5 gwiazdek, również jest najbezpieczniejszym chińskim samochodem z nadwoziem hatchback od 2011 r. LC był w stanie osiągnąć powyższe wyniki pomimo procesu rozwoju, który opierał się bardziej na symulacjach komputerowych niż na rzeczywistych testach zderzeniowych.  W 2017 roku Panda została zastąpiona odnowioną wersją samochodu znaną jako Geely Yuanjing X1.

## Stylizacja
Stylistyka LC została doceniona za wyjątkowy wygląd zewnętrzny, który według producenta Geely jest „bioniczny” i przypomina pandę, ale niektórzy krytykują go za podobieństwo do Toyoty Aygo. Geely zleciło projektowanie nadwozia LC innej chińskiej firmie CH-Auto. 

## Geely LC 1.5
Dane techniczne silnika – 1,5L
| Specyfikacja        | Opis                               |
| ------------------- | ---------------------------------- |
| Cylindry            | 4                                  |
| Przemieszczenie     | 1498 cm3                           |
| Moc                 | 95 KM przy 5500 obrotów na minutę  |
| Moment obrotowy     | 128 Nm przy 3400 obrotów na minutę |
| Paliwo              | Benzyna                            |
| Prędkość maksymalna | 180 Km/h                           |

## Sprzedaż zagraniczna
Ponieważ samochód jest sprzedawany na rynkach zagranicznych, jego nazwa i marka, pod którą jest sprzedawany, mogą się różnić od siebie.

### Brunei
LC był sprzedawany w Brunei dopiero od 2013 r. (sprzedawano go jedynie przez rok), tylko z 5-biegową manualną skrzynią biegów i dostępnymi 4 kolorami.

### Indonezja
LC jest sprzedawany w Indonezji jako Geely Panda. 

### Nowa Zelandia
LC jest sprzedawany w Nowej Zelandii jako Geely LC Hatch. 

### Sri Lanka
Lokalna firma Micro Cars oferuje LC na Sri Lance. Jest montowany w kraju za pomocą systemó montażu samochodów.

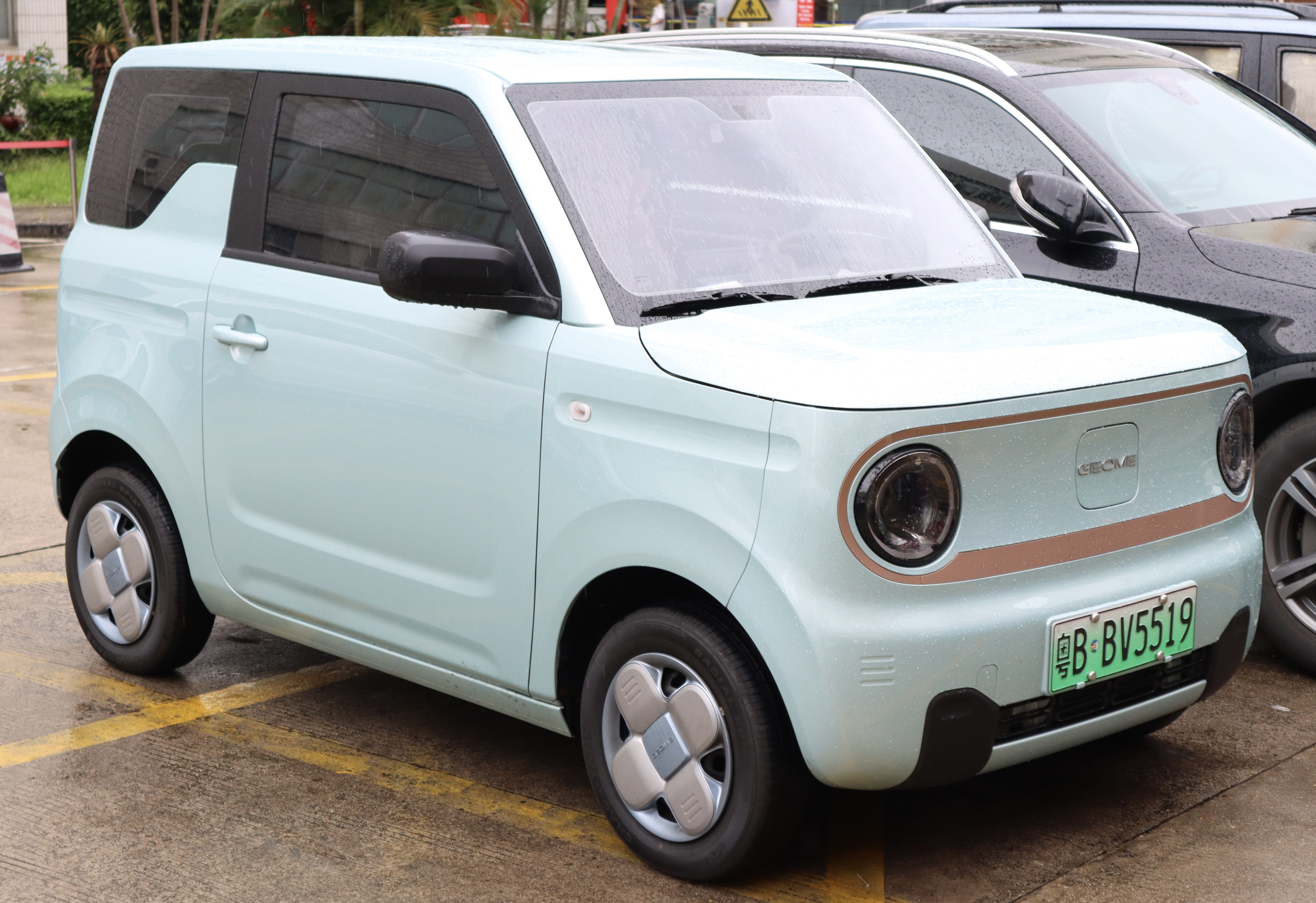
Geely Panda z 2022 roku

### Egipt
Pojazd jest sprzedawany pod nazwą Geely Pandino, LC jest sprzedawany w Egipcie.

### Tajwan
Przeprojektowany LC o zmienionej nazwie Tobe M'Car jest sprzedawany na Tajwanie przez Yulon Motors, która może również go montować. M'car wykorzystuje to samo nadwozie i wnętrze co LC, ale ma ulepszone osiągi i lokalnie zaprojektowane komponenty.
Pojazd stał się również podstawą wprowadzenia przez spółkę Dongfeng Yulon nowej marki pojazdów energetycznych Yulu (裕路) w Chinach. Elektryczny samochód miejski Yulu EV2 jest w dużej mierze oparty na Tobe M'Car, czyli Geely Panda o zmienionej nazwie, przy czym przeprojektowano jedynie przód i tył.

### Kuba
Na Kubie model LC jest powszechnie używany jako pojazd do wynajęcia, ale jest również sprzedawany prywatnym właścicielom jako Geely Panda.

### Argentyna
LC jest sprzedawany w Argentynie od 2016 roku.

## Yulu EV2
Yulu (裕路) EV2 to elektryczny mikrosamochód oparty na zmienionym i odnowionym nadwoziu Geely LC. Yulu EV2 został wprowadzony na rynek 18 października 2017 r. i jest wynikiem powiązania Yulon -Geely na Tajwanie. Yulu EV2 jest blisko spokrewniony z Tobe-M'car i został wyprodukowany przez Dongfeng Yulon wyłącznie na rynek Chin kontynentalnych. Yulu EV2 jest wyposażony w akumulator o pojemności 21,9 kWh, który może przejechać 150 km, w cyklu NEDC. Yulu EV2 ma maksymalną moc wyjściową 36 KM i 140 Nm momentu obrotowego. Maksymalna prędkość wynosi 100 kilometrów na godzinę. Produkcja zakończyła się w 2018 roku.